# قائم‌آباد (نیمروز)
قائم‌آباد، روستایی در دهستان قائم‌آباد بخش صابری شهرستان نیمروز در استان سیستان و بلوچستان ایران است. این روستا، مرکز بخش صابری است.

## جمعیت
بر پایه سرشماری عمومی نفوس و مسکن در سال ۱۳۹۵، جمعیت این روستا برابر با ۱٬۱۳۹ نفر (۳۱۲ خانوار) بوده‌است.